# Rama Yade
Rama Yade   (Dakar, 13 de desembre de 1976) és una política francesa del partit conservador de dretes Unió pel Moviment Popular (UMP), al qual és adherida des de 2005. Va exercir com a secretària francesa de Drets Humans del 2007 al 2009, i com a secretària d'Esports del 2009 al 2010. Va ser la delegada permanent de França a la UNESCO del desembre del 2010 al juny del 2011. Va ocupar la vicepresidència del centre- Partit Radical de dreta fins al 25 de setembre de 2015. Va anunciar la seva candidatura a les eleccions presidencials franceses de 2017, però no va poder obtenir prou signatures per participar en la carrera presidencial. La seva campanya estava dirigida a "la gent oblidada" de França.

## Biografia
Yade va néixer a Ouaka, Dakar, Senegal. Prové d'una família Lebou, de classe mitjana-alta, educada. La seva mare, Aminata Kandji, era professora i el seu pare, Djibril Yade, també professor, era el secretari personal del president senegalès Léopold Sédar Senghor i diplomàtic. Es va traslladar a França amb la resta de la seva família als vuit anys. Després que el seu pare va marxar del país quan ella tenia catorze anys, es va traslladar a un pis municipal a Colombes amb la seva mare i tres germanes. Va estudiar a escoles catòliques i després a l'Institut d'Études Politiques de París, on es va graduar l'any 2000.
Yade va treballar a l'ajuntament de París i a l'Assemblea Nacional. També va treballar per a The Greens. Més tard es va convertir en administradora del Senat el 2002. Es va unir al partit polític Unió per un Moviment Popular (UMP) l'any 2005 i es va convertir en secretària nacional a càrrec de la Francofonia l'any 2006. Acredita el carisma de Nicolas Sarkozy per haver-la fet voler unir-se a la UMP.